# François Chevalier
François Chevalier (Montluçon, 27 de mayo de 1914 - París, 6 de junio de 2012) fue un historiador francés, unos de los fundadores del americanismo en Francia y de la historia agraria moderna de América Latina

## Formación y trayectoria profesional
François Chevalier, hijo de Jacques Chevalier, fue estudiante de historia y geografía en la Universidad de Grenoble (1933 - 1936). Posteriormente, se formó como medievalista en la École nationale des chartes (1936 – 1939) y en la Sorbona donde era profesor Marc Bloch. Adoptó intereses afines a la llamada Escuela de los Annales, que reivindicaba la trascendencia de la historia económica y social, así como en la geografía humana y la sociología.
Entre 1941 a 1945 fue residente de la Casa de Velázquez de Madrid, con el apoyo de Paul Rivet, donde comenzó a interesarse en la historia agraria mexicana y consultó el Archivo General de Indias. 
Entre 1946-1949 fue becario, bibliotecario y profesor en el Instituto Francés de América Latina (IFAL), en la Ciudad de México. En este periodo desarrolló su tesis sobre La formation des grands domaines au Mexique (terre et société aux XVIe et XVIIe siècles), dirigida por Marc Bloch, y para la cual contó con la orientación de Fernand Braudel y Robert Ricard. La presentó en 1949, y fue prontamente editada en francés por el Instituto de Etnología de París (1952). Esta tesis fue luego publicada en español en la prestigiosa serie Problemas agrícolas e industriales de México, y después fue editada por el Fondo de Cultura Económica (1976). Varias reediciones aparecieron posteriormente, así como una versión en inglés, de la Universidad de California (1963).
Paul Rivet también influyó para que fuese designado en 1949 director del IFAL, función que desempeñó hasta 1962. Su larga estancia en México le permitió ponerse en contacto con la intelectualidad mexicana, incluyendo exiliados españoles, profesores del naciente sistema universitario mexicano, escritores y artistas. Organizó entre 1953 y 1954 la "Mesa redonda de historia social mexicana" consagrada cada año a un tema, aunque siempre con énfasis en la historia comparada. Participaron historiadores mexicanos, como José Miranda, Ernesto de la Torre Villar, Luis Chávez Orozco y Wigberto Jiménez Moreno, y también intelectuales de visita en México, como Philippe Wolf, Claude Dumas, Marcel Bataillon, Woodrow Borah, Rolando Mellafe y Frédéric Mauro.
Chevalier tuvo la orientación del erudito Silvio Zavala, consultó documentos en el Archivo General de la Nación, así como acervos regionales y municipales en Guadalajara, Zacatecas, Puebla y Monterrey. Pudo acceder a los archivos particulares de diversas haciendas gracias al apoyo de Pablo Martínez del Río, quien le presentó a miembros de lo que había sido la antigua elite propietaria porfiriana.
También en este periodo recorrió extensamente el país, en motocicleta, autobús, tren, caballo y a pie, frecuentemente acompañado por Ernesto de la Torre Villar. Visitó el istmo de Tehuantepec, la costa de Michoacán, los altos de Jalisco, así como Veracruz, Puebla, Nayarit Aguascalientes, reuniendo una notable colección de notas, fotografías y películas, que luego sirvió de base a su libro Viajes y pasiones.
A su regreso en Francia en 1962, Chevalier halló un contexto donde no había mayor interés por los estudios americanistas. Gracias al apoyo del hispanista Noël Salomon, se integró a la sección de literatura española de la Universidad de Burdeos (1962- 1969), donde impartió cursos sobre historia de México de la independencia a la revolución de 1910, sobre las tierras comunales, desde la época prehispánica hasta los ejidos, las comunidades y haciendas en los Andes, y sobre literatura indigenista de los países andinos. 
Entre 1962 y 1966 dirigió el Instituto Francés de Estudios Andinos, sin residir en Perú, pero realizando cada año estancias prolongadas y recorridos por los países andinos.
En 1964 se integró al Instituto de Estudios Políticos de París para impartir un seminario en el recientemente formado Centre d'Études et Recherches Internationales (CERI), establecido por el hispanista Jean Meyriat. 
En 1969 ocupó una cátedra de historia de América Latina en la Universidad de París I Panthéon-Sorbonne, donde permaneció hasta su jubilación, en 1983. En esta cátedra fue su ayudante François Xavier Guerra, quien le sucedió en 1985. Solamente interrumpió temporalmente su cátedra para actuar entre 1967 y 1979 como director de la Casa de Velázquez, en Madrid. 
A partir de los años 90 Chevalier donó al Centre de recherche d’histoire de l’Amérique latine et du monde ibérique (CRALMI) de la Université de Paris I (Panthéon- Sorbonne) parte de su biblioteca y archivos.
Fue miembro correspondiente de la Academia Mexicana de la Historia y de la española Real Academia de la Historia.
Falleció en París, el 6 de mayo de 2012.

## Obra publicada
La formation des grands domaines au Mexique (terre et société aux XVIe et XVIIe siècles, Paris, Instituto de Etnología de París, 1952. Nueva edición ampliada, Karthala, 2006.
"La formación de los grandes latifundios en México. Tierra y sociedad en los siglos XVI-XVII", en Problemas agrícolas e industriales de México, vol. VIII, no.1, 1956, 291 p.
Formación de los latifundios en México:  tierra y sociedad en los Siglos XVI y XVII , trad. de Antonio Alatorre, México: Fondo de Cultura Económica, 1976. (2a. ed., con nueva introducción del autor, 1976; 3a.ed., 1999)
Land and Society in Colonial Mexico : The great hacienda, traducción de Alvis Eustin, prólogo de Lesley Byrd Simpson, University of California Press, 1963, 334 p. (reed. 1982)
Amérique latine de l’indépendance à nos jours, Paris, PUF- Nouvelle Clio, 1977. (2a.ed., 1993). 
América Latina : de la independencia a nuestros días México : Fondo de Cultura Económica, 1999, 777 p. 

(con Javier Pérez Siller), Viajes y pasiones. Imágenes y recuerdos del México rural, México: IFAL - CEMCA - Fondo de Cultura Económica, México : Instituto Francés de América Latina, 1998, 276 p.

## Chevalier en la historiografía rural
En la "Introducción" a la segunda edición española (1976), Chevalier declaraba que en su libro no había buscado establecer correlaciones entre datos cuantitativos, sino que su método había sido "regresivo", partiendo de una observación directa del campo mexicano, y de rastros aparentemente duraderos. En este sentido, consideraba que había llevado a cabo una etnohistoria "avant la lettre", emparentada con la geografía humana que había aprendido con Raoul Blanchard. Discutió asimismo las obras recientemente aparecidas de Huguette y Pierre Chaunu, Woodrow Borah y S. Cook, Charles Gibson y Enrique Florescano, para establecer ajustes a sus hipótesis y plantear perspectivas de investigación.
En una ponencia presentada en Estocolmo en 1960 (incluida luego en esta misma edición), Chevalier se refería a la "depresión" económica del siglo XVII, los efectos de la caída demográfica indígena, la decadencia de las minas, la irregularidad del tráfico transatlántico, y la decadencia del Imperio bajo el gobierno de los últimos Habsburgos, para señalar que 
Es entonces cuando se determinan los rasgos de la gran propiedad que tiende hacia las formas semifeudales típicas de esta colonización muy extensiva y esencialmente continental, es decir sin comunicaciones fáciles con el exterior; funciones locales de justicia acaparadas por los señores, prisiones privadas de las haciendas para los esclavos y también para los peones indios; a menudo tropas personales de los propietarios, quienes llevan el título de "capitán", y se encargan de perseguir a los bandidos, de combatir a los indios nómadas del norte o los desembarcos de piratas.
Los grandes mayorazgos están en manos de una nueva nobleza mexicana, en tanto que el escaso movimiento comercial ontribuye a dar un carácter patriarcal a la vida en ciertas haciendas cuyos amos residen en el lugar. (2a.ed., p. 502-503).
Posteriormente otros autores, como Charles Gibson (Los aztecas bajo el dominio español, 1964), Gisela von Wobeser (La formación de la hacienda en la época colonial, 1983), Herbert J. Nickel, (Relaciones de trabajo en las haciendas de Puebla y Tlaxcala, 1740-1914, 1987), Enrique Florescano (Precios del maíz y crisis agrícolas en México: 1708 - 1810 1969), y Eric van Young (Hacienda and market in Eighteenth Century Mexico 1981), entre muchos otros, retomaron las propuestas de Chevalier, y discutieron el origen, la variación regional en el tipo de las haciendas, la extensión del trabajo forzoso o peonaje, la relación con los pueblos de indios y los mercados urbanos, así como la evolución en el tiempo.
Un balance crítico de la obra y las aportaciones de Chevalier pueden verse en el prólogo de Lesley Byrd Simpson a la edición inglesa; en Eric van Young, "Historia rural mexicana desde Chevalier: Historiografía de la hacienda colonial", en Historias, no.12, 1986, p. 23-65; y en Salvador Álvarez Suárez, "El latifundio y la historia económica novohispana. Por una relectura de la obra de Chevalier", en Letras Históricas, no. 7, Otoño 2012-invierno 2013, p. 33-6

## Homenajes y reconocimientos
Chevalier recibió varios homenajes y reconocimientos, así como exposiciones sobre sus obras.
El Instituto Nacional de Antropología e Historia montó una exposición en 2012 con una selección de las fotografías que tomó durante su estancia en México, titulada asimismo Viajes y pasiones.
El Centro de Estudios Mexicanos y Centroamericanos (CEMCA) y la Universidad de París I/ Panteón-Sorbonne organizaron un coloquio "Las escuelas historiográficas de Francia y México: circulación, recepción y debates. Homenaje a François Chevalier", en el Instituto Francés de América Latina (IFAL), 4 y 5 de septiembre de 2007.
El Gobierno de la Ciudad de México le entregó la "Medalla 1808".
La Universidad de Guadalajara organizó un coloquio sobre "Las Formas y las políticas del dominio agrario: homenaje a François Chevalier", 1990, cuyas "Memorias" fueron publicadas en 1992.